# Selkie

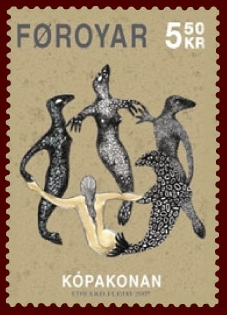
Un francobollo delle Fær Øer dedicato alla leggenda della kópakonan, la donna-foca

I Selkie (o anche roan) sono delle creature mitologiche teriomorfe appartenenti alla mitologia irlandese, islandese, e scozzese. Secondo le leggende le selkie vivono nel mare come foche, ma sono in grado di rimuovere il loro manto per assumere un aspetto umano. Il mito è particolarmente diffuso nelle isole Orcadi e le isole Shetland, in Scozia, in Irlanda, nelle Fær Øer e, in misura minore, in Islanda e Norvegia. Evidente la sovrapposizione di tali miti con il materiale della 'Sirenetta' di Andersen.

## Origine del nome
Il nome viene dal termine selich della lingua scozzese arcaica, a sua volta derivato dall'inglese antico seolh, che significa semplicemente "foca". Ci sono poi diverse trascrizioni del termine in lingua scozzese, come: selch, selchie, sele, selcht, sealghe, selquh, saylche, selich, selyh, selck, seall, seleché, seilché e selké.
Nel gaelico scozzese occorre anche il termine maighdeann-ròin, fanciulle-foca, derivato dal termine ròn, foca.

## Leggende

### Selkie
Nelle isole scozzesi si credeva che le foche fossero esseri umani trasmutati, per questo c'era una certa riluttanza nel far loro del male e si credeva che ucciderle portasse sfortuna.  Si trovano diverse leggende sulle selkie ma le storie più diffuse ruotano intorno a personaggi selkie femminili a cui viene rubato il manto e si trovano quindi costrette a restare sulla terraferma. Il manto delle selkie infatti, così come la livrea delle fanciulle cigno, è l'elemento necessario perché possano trasformarsi nuovamente in animali e tornare in mare. Altre storie narrano di come dei personaggi umani non si accorgano di vivere con una selkie e si risveglino una mattina scoprendo che la loro partner è sparita.
Una leggenda, in particolare, narra che molto tempo fa un pescatore dell'isola di Unst, mentre stava pescando, udì delle voci provenienti dalla spiaggia. Andò a dare un'occhiata e vide delle persone che ballavano: erano selkie. Tornando a casa vide una bellissima pelle di foca e la portò con sé. Sentì bussare, era una di quelle selkie, il pescatore le chiese di sposarlo e lei accettò. La coppia ebbe anche dei bambini ma un giorno uno di questi trovò la pelle di foca della madre e questa ritornò in mare, la sua vera casa.
Secondo altre leggende i maschi selkie avrebbero il potere di scatenare le tempeste e far naufragare le navi e, durante l'alta marea, sarebbe possibile attirarli versando sette lacrime in mare.

### Kópakonan
La leggenda della Kópakonan, la donna-foca, è una delle storie più note delle Fær Øer. Nel folklore locale si credeva che le foche fossero persone che si erano suicidate gettandosi in mare e, una volta all'anno, potessero tornare sulla terraferma, rimuovendo il loro manto e assumendo nuovamente forma umana. Nella storia, un ragazzo del villaggio di Mikladalur, nell'isola Kalsoy, va sulla spiaggia per vedere le foche mentre assumono forma umana e danzano, e sottrae il manto di una giovane ragazza che, in questo modo, non può più tornare in mare. Il giovane la costringe poi a restare con lui e sposarlo, mentre tiene il manto sotto chiave in uno scrigno. Un giorno, mentre è in mare a pescare, si accorge di non aver portato con sé la chiave dello scrigno e, quando torna a casa, trova che la sua sposa è già fuggita in mare, lasciando il figlio avuto nel frattempo.
Tempo dopo, durante una battuta di pesca, il giovane ritrova la selkie e uccide sia suo marito selkie che i suoi due figli. La ragazza allora promette vendetta e lancia un anatema sugli uomini di Mikladalur: alcuni di loro annegheranno, altri cadranno dalle scogliere, finché non ci saranno così tanti morti che, se si prendessero tutti per mano, riuscirebbero a circondare l'intera isola di Kalsoy.

## Selkie nella cultura moderna

### Musica
- Di selkie parla una nota ballata tradizionale delle isole Orcadi: The Great Selkie of Sule Skerry che è stata interpretata da molti artisti, tra cui Pete Seeger, Judy Collins e June Tabor. Il testo, che è parte della raccolta Child Ballads di Francis James Child, parla di un selkie maschio.[8] Sule Skerry è un isolotto roccioso 6 km a ovest delle Orcadi.
- Angelo Branduardi nell'album Il rovo e la rosa (2013), canta un brano ispirato alla leggenda delle Selkie intitolato, appunto, Selkie.

### Letteratura
- Nel libro Donne che corrono coi lupi. Il mito della donna selvaggia, della scrittrice Clarissa Pinkola Estés, è raccontata la storia "Pelle di foca", in cui si parla di questa leggenda nordica, senza usare la parola selkie.
- Nel numero 209 di Dampyr (Sergio Bonelli Editore) appare una selkie che fornisce un prezioso aiuto a Dylan Dog nella sua missione
- Nel libro "Potere selvaggio" della scrittrice canadese Tanya Huff la storia è incentrata su un gruppo di Selkie cui vengono rubate le pelli.

### Film e serie
- Le storie delle selkie vengono trattate nel film del Il segreto dell'isola di Roan (1994) di John Sayles
- Si parla delle selkie anche nel film Ondine - Il segreto del mare (2009) di Neil Jordan
- Il film d'animazione La canzone del mare (2014), di Tomm Moore, ha per protagonista una bambina selkie
- Un episodio della serie animata She-Ra, la principessa del potere (1985) mostra una popolazione che come aspetto e nome è ispirata alle selkie
- In un episodio della seconda stagione di Disincanto la fidanzata del re è una selkie che egli stesso ha trovato nel bosco durante una battuta di caccia.
- Il film The Outrun (2024) si apre con il racconto della leggenda delle selkie.